# Bourassa-Sauvé
Pour les articles homonymes, voir Bourassa et Sauvé.
Circonscription électorale provinciale du Canada
Bourassa-Sauvé est une circonscription électorale provinciale du Québec. Elle couvre le territoire de l'arrondissement de Montréal-Nord de la ville de Montréal. 

## Historique
La circonscription Bourassa-Sauvé a été créée en 2001 à partir des circonscriptions de Bourassa (18 541 électeurs à ce moment) et de Sauvé (32 548 électeurs à ce moment). Depuis ce temps, ses limites sont restées inchangées.
Elle tire son nom des deux circonscriptions dont elle est issue soit respectivement en l'honneur d'Henri Bourassa et de Paul Sauvé.

## Territoire et limites
Le territoire de la circonscription de Bourassa-Sauvé s'étend sur 11,73 km2, soit presque la totalité de l'arrondissement montréalais de Montréal-Nord. La majeure partie de ses frontières sont celles de cet arrondissement soit, au nord-est, une ligne droite au nord-est du boulevard Albert-Hudon, au nord-ouest la Rivière-des-prairies et au sud-est la rail de chemin de fer longeant le boulevard industriel. Ce n'est qu'au sud-ouest que les limites de la circonscription et de l'arrondissement diffère. La circonscription longe le boulevard Saint-Michel jusqu'au boulevard Henri-Bourassa et remonte vers le nord jusqu'au boulevard Pie-IX. Elle ne comprend donc pas les pâtés de maisons entourant le Parc-nature de l'Île-de-la-Visitation.
La population est passée de 76 557 personnes (densité de 6 526,6 personnes/km2) en 2001 à 77 330 personnes au recensement de 2016. En 2007, il y avait 50 323 électeurs sur le territoire de la circonscription contre 49 019 en 2017. 

## Liste des députés

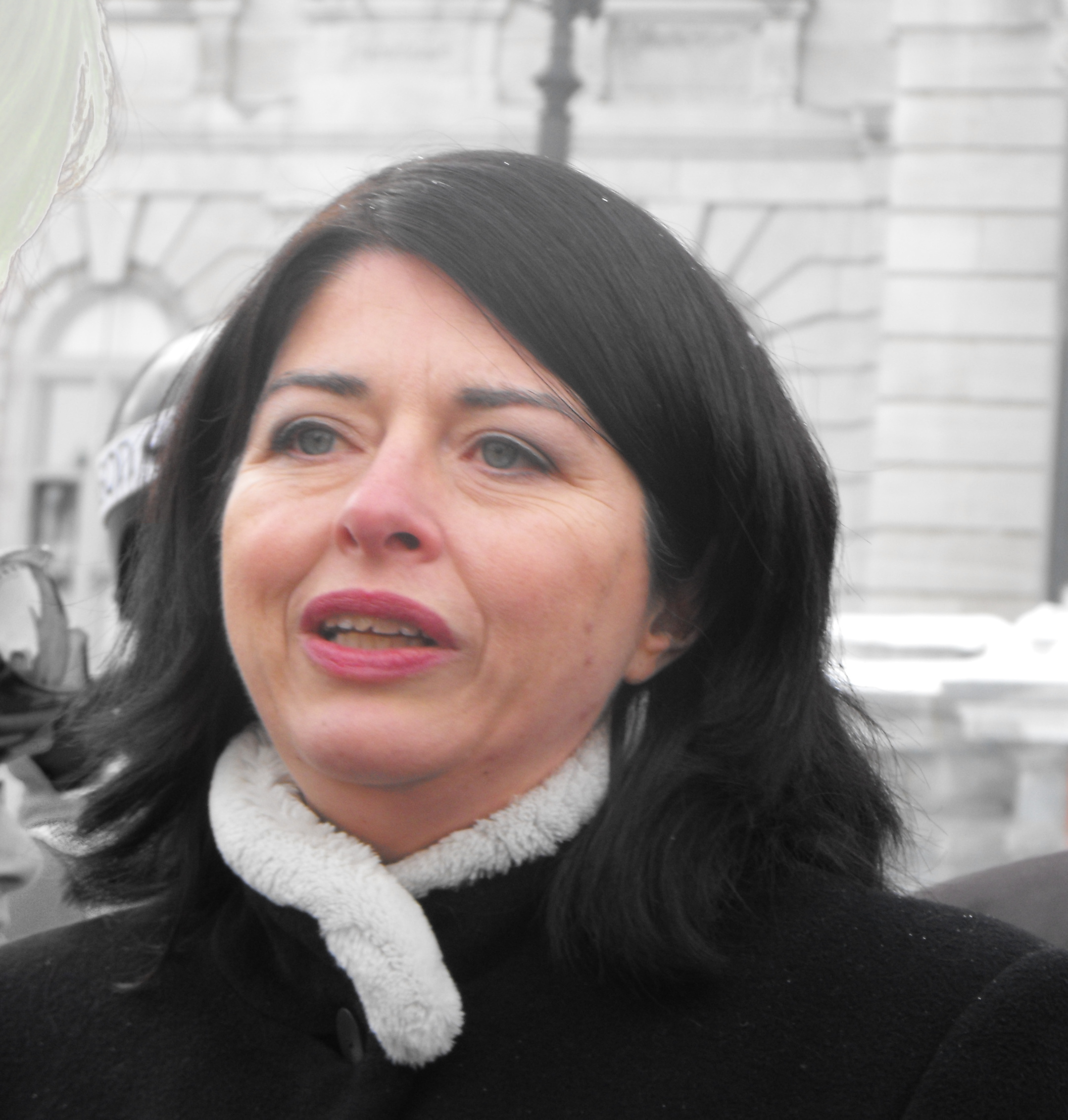
Line Beauchamp est député de Bourassa-Sauvé de 2003 à 2012 pour le Parti libéral du Québec

| Législature                                   | Années       | Député           | Député         | Parti   |
| --------------------------------------------- | ------------ | ---------------- | -------------- | ------- |
| Bourassa-Sauvé Créée depuis Bourassa et Sauvé |              |                  |                |         |
| 37e                                           | 2003–2007    |                  | Line Beauchamp | Libéral |
| 38e                                           | 2007–2008    |                  | Line Beauchamp | Libéral |
| 39e                                           | 2008–2012    |                  | Line Beauchamp | Libéral |
| 40e                                           | 2012–2014    | Rita de Santis   |                | Libéral |
| 41e                                           | 2014–2018    | Rita de Santis   |                | Libéral |
| 42e                                           | 2018–2022    | Paule Robitaille |                | Libéral |
| 43e                                           | 2022–présent | Madwa-Nika Cadet |                | Libéral |

## Résultats électoraux
|                                                                                               | Nom                    | Parti            | Nombre de voix | %      | Maj.  |
| --------------------------------------------------------------------------------------------- | ---------------------- | ---------------- | -------------- | ------ | ----- |
|                                                                                               | Madwa-Nika Cadet       | Libéral          | 9 704          | 40,1 % | 3 655 |
|                                                                                               | Absa Diallo            | Coalition avenir | 6 049          | 25 %   | -     |
|                                                                                               | Ricardo Gustave        | Québec solidaire | 3 737          | 15,5 % | -     |
|                                                                                               | Carmel-Antoine Bessard | Conservateur     | 2 161          | 8,9 %  | -     |
|                                                                                               | Zacharie Robitaille    | Parti québécois  | 2 101          | 8,7 %  | -     |
|                                                                                               | Omar Ahmed             | Vert             | 266            | 1,1 %  | -     |
|                                                                                               | Smaille Toussaint      | Indépendant      | 94             | 0,4 %  | -     |
|                                                                                               | Shawn Lalande McLean   | Accès propriété  | 70             | 0,3 %  | -     |
| Total                                                                                         | Total                  | Total            | 24 182         | 100 %  |       |
| Le taux de participation lors de l'élection était de 53,5 % et 547 bulletins ont été rejetés. |                        |                  |                |        |       |

|                                                                                               | Nom                        | Parti                | Nombre de voix | %      | Maj.  |
| --------------------------------------------------------------------------------------------- | -------------------------- | -------------------- | -------------- | ------ | ----- |
|                                                                                               | Paule Robitaille           | Libéral              | 11 456         | 46,2 % | 5 630 |
|                                                                                               | Julie Séide                | Coalition avenir     | 5 826          | 23,5 % | -     |
|                                                                                               | Alejandra Zaga Mendez      | Québec solidaire     | 3 469          | 14 %   | -     |
|                                                                                               | Karine Gauvin              | Parti québécois      | 2 640          | 10,6 % | -     |
|                                                                                               | Karina Barros              | Vert                 | 433            | 1,7 %  | -     |
|                                                                                               | Michel Boissonneault       | Conservateur         | 363            | 1,5 %  | -     |
|                                                                                               | Abed Louis                 | NPD Québec           | 219            | 0,9 %  | -     |
|                                                                                               | Jean-François Brunet       | Bloc pot             | 177            | 0,7 %  | -     |
|                                                                                               | Sabrinel Laouadi           | Changement Intégrité | 142            | 0,6 %  | -     |
|                                                                                               | Jean Marie Floriant Ndzana | Indépendant          | 92             | 0,4 %  | -     |
| Total                                                                                         | Total                      | Total                | 24 817         | 100 %  |       |
| Le taux de participation lors de l'élection était de 52,4 % et 666 bulletins ont été rejetés. |                            |                      |                |        |       |

|                                                                                               | Nom                      | Parti            | Nombre de voix | %      | Maj.   |
| --------------------------------------------------------------------------------------------- | ------------------------ | ---------------- | -------------- | ------ | ------ |
|                                                                                               | Rita de Santis (sortant) | Libéral          | 17 905         | 60,5 % | 12 259 |
|                                                                                               | Leila Mahiout            | Parti québécois  | 5 646          | 19,1 % | -      |
|                                                                                               | Fabrizio Del Fabbro      | Coalition avenir | 3 624          | 12,2 % | -      |
|                                                                                               | Claude Généreux          | Québec solidaire | 1 747          | 5,9 %  | -      |
|                                                                                               | Adam Aberra              | Vert             | 351            | 1,2 %  | -      |
|                                                                                               | Jean-François Brunet     | Bloc pot         | 214            | 0,7 %  | -      |
|                                                                                               | Félix Luthu              | Option nationale | 119            | 0,4 %  | -      |
| Total                                                                                         | Total                    | Total            | 29 606         | 100 %  |        |
| Le taux de participation lors de l'élection était de 63,1 % et 552 bulletins ont été rejetés. |                          |                  |                |        |        |

|                                                                                               | Nom                     | Parti            | Nombre de voix | %      | Maj.  |
| --------------------------------------------------------------------------------------------- | ----------------------- | ---------------- | -------------- | ------ | ----- |
|                                                                                               | Rita de Santis          | Libéral          | 12 518         | 42,3 % | 4 426 |
|                                                                                               | Marianne Dessureault    | Parti québécois  | 8 092          | 27,3 % | -     |
|                                                                                               | Louis Pelletier         | Coalition avenir | 5 165          | 17,4 % | -     |
|                                                                                               | Will Prosper            | Québec solidaire | 3 045          | 10,3 % | -     |
|                                                                                               | Éric Guerra-Grenier Jr. | Vert             | 465            | 1,6 %  | -     |
|                                                                                               | Nancy Lavallée          | Option nationale | 324            | 1,1 %  | -     |
| Total                                                                                         | Total                   | Total            | 29 609         | 100 %  |       |
| Le taux de participation lors de l'élection était de 64,2 % et 575 bulletins ont été rejetés. |                         |                  |                |        |       |

|                                                                                               | Nom                      | Parti               | Nombre de voix | %      | Maj.  |
| --------------------------------------------------------------------------------------------- | ------------------------ | ------------------- | -------------- | ------ | ----- |
|                                                                                               | Line Beauchamp (sortant) | Libéral             | 13 950         | 61,3 % | 7 839 |
|                                                                                               | Roland Carrier           | Parti québécois     | 6 111          | 26,9 % | -     |
|                                                                                               | Guy Mailloux             | Action démocratique | 1 947          | 8,6 %  | -     |
|                                                                                               | Enrico Gambardella       | Québec solidaire    | 738            | 3,2 %  | -     |
| Total                                                                                         | Total                    | Total               | 22 746         | 100 %  |       |
| Le taux de participation lors de l'élection était de 47,7 % et 471 bulletins ont été rejetés. |                          |                     |                |        |       |

|                                                                                               | Nom                        | Parti               | Nombre de voix | %      | Maj.  |
| --------------------------------------------------------------------------------------------- | -------------------------- | ------------------- | -------------- | ------ | ----- |
|                                                                                               | Line Beauchamp (sortant)   | Libéral             | 15 631         | 50,1 % | 8 526 |
|                                                                                               | Roland Carrier             | Parti québécois     | 7 105          | 22,8 % | -     |
|                                                                                               | Guy Mailloux               | Action démocratique | 6 379          | 20,4 % | -     |
|                                                                                               | Marie-Noëlle Doucet-Paquin | Québec solidaire    | 1 043          | 3,3 %  | -     |
|                                                                                               | Marie-Ange Germain         | Vert                | 891            | 2,9 %  | -     |
|                                                                                               | Charles-Antoine Gabriel    | Indépendant         | 160            | 0,5 %  | -     |
| Total                                                                                         | Total                      | Total               | 31 209         | 100 %  |       |
| Le taux de participation lors de l'élection était de 63,1 % et 550 bulletins ont été rejetés. |                            |                     |                |        |       |

|                                                                                               | Nom                 | Parti                 | Nombre de voix | %      | Maj.   |
| --------------------------------------------------------------------------------------------- | ------------------- | --------------------- | -------------- | ------ | ------ |
|                                                                                               | Line Beauchamp      | Libéral               | 20 175         | 61,1 % | 11 932 |
|                                                                                               | Kettly Beauregard   | Parti québécois       | 8 243          | 25 %   | -      |
|                                                                                               | Michelle Allaire    | Action démocratique   | 3 771          | 11,4 % | -      |
|                                                                                               | Francis Mallette    | Vert                  | 327            | 1 %    | -      |
|                                                                                               | Sylvain Archambault | Indépendant           | 261            | 0,8 %  | -      |
|                                                                                               | Denis Gagné         | Démocratie chrétienne | 119            | 0,4 %  | -      |
|                                                                                               | Claude Brunelle     | Marxiste-léniniste    | 94             | 0,3 %  | -      |
|                                                                                               | Boris Mospan        | Égalité               | 44             | 0,1 %  | -      |
| Total                                                                                         | Total               | Total                 | 33 034         | 100 %  |        |
| Le taux de participation lors de l'élection était de 64,2 % et 573 bulletins ont été rejetés. |                     |                       |                |        |        |